# Paul McCartney
Sir James Paul McCartney, angleški pevec, skladatelj in bas kitarist, * 18. junij 1942, Liverpool, Anglija.
Znan je predvsem kot član skupine The Beatles. Za svoje delo v glasbeni industriji je prejel več nagrad Grammy.
McCartney velja za ikono zabavne glasbe 20. stoletja in je v Guinessovi knjigi rekordov naveden kot najuspešnejši skladatelj pop glasbe v zgodovini. Je avtor ali so-avtor več kot 50-ih glasbenih uspešnic , ki so na lestvicah kotirale med 1. in 10. mestom; več kot katerikoli pisec besedil. Skupaj z Johnom Lennonom sta za The Beatles napisala večino zimzelenih skladb. Pesmi, ki jih je v celoti napisal McCartney, so Can't Buy Me Love, Hello Goodbye, Hey Jude in Let It Be. Je eden najbogatejših Britancev, njegovo premoženje ocenjujejo na 1,2 milijarde evrov.